# Maisoncelles-du-Maine
 Maisoncelles-du-Maine  es una población y comuna francesa, en la región de los Países del Loira, departamento de Mayenne, en el distrito de Laval y cantón de Meslay-du-Maine.

## Historia
Las primeras menciones del pueblo de Maisoncelles "G. de Mesoncellis" y "Sr. de Masuncellis" datan de los años 1200.
La iglesia restaurada en 1804, contiene una nave del siglo XI, está dedicada a la Santa Émerentienne, dueña de Maisoncelles de Mainey que es invocada para la curación de los dolores de entrañas.
Maisoncelles tuvo a finales del siglo XIX un cura erudito, un abad Charles Maillard, que reúne sus búsquedas en una obra llamada "Crónicas parroquiales de Maisoncelles". El autor cita los nombres de las granjas que allí existían, lo cual supuso un precioso documento para suplir la pérdida de los registros parroquiales anteriores a 1671.
En 1731 un proceso opone al cura de Maisoncelles, Juan Boulay al duque de la Trémoille respecto a las reparaciones que hay que efectuar en la iglesia. Otro proceso entre el cura de Maisoncelles y el Capellán de la Jupellière se refiere al reparto del "dime", tribuito que debían los campesinos a su Señor, deuda, inicialmente reglamentada por una transacción del 7 de julio de 1517. Entre los documentos relativos a este conflicto largo, encontramos una mención de un Reconocimiento(Agradecimiento) del Señor Houllière por el pago sobre la granja del susodicho de seis libras. Otras piezas muestran la importancia de este asunto que llegó hasta el Parlamento de París y al Rey.
En 1779 aùn existía la viña: en otro tiempo Maisoncelles, fue un pueblo vinícola decía.
En 1830, Maisoncelles poseía una gran proporción de propiedades de más de 50 hectáreas, cuatro familias controlanban el 52 % de la superficie del municipio: Berset a Vaufleury, Foucault des Bigottières, Lemonnier de Lorrière y Hardas.

## Actividades
- El observatorio de Maisoncelles es el único de la provincia. Provisto de una cúpula que permite la observación de las estrellas y de los astros. Noches de las estrellas son organizadas durante verano con el fin de poder observar el cielo. Al principio, M53 Mayenne Astronomía y Maisoncelles ponen en marcha un sitio de 10 baldosas con postura en estación, 1 local de exposiciones, así como una cúpula de 5 metros de diámetro. La última construcción fue un gran reloj de sol de 8 metros de diámetro en el suelo y pronto, se instalara un reloj de sol mural.
- Para los enamorados de la pesca, es posible venir para pescar al estanque.
- Existe una biblioteca que contiene cerca de 1500 libros accesible a todos.
- La escuela primaria de Maisoncelles acoge a los niños que llegados a la secundaria pueden elegir entre Le Bignon-du-Maine o Meslay-du-Maine .
- El senderismo es uno de los atractivos principales del lugar, durante año, numerosos recorridos son propuestos para descubrir la provincia de Mayenne. Son accesibles a los habitantes así como a las personas exteriores interesada por esta actividad.
- El club de fútbol tiene tres equipos senior así como equipos de jóvenes.
- Un club de tenis de mesa, además, de múltiples asociaciones que organizan numerosas actividades están abiertos a todos.

## Lugares y monumentos
- Iglesia de origen románico dedicada a San Pedro, que en 1804quedó casi destruida por un incendio provocado por los Chuanes. Una parte de la nave, data del siglo XII. En 2007 trabajos han sido realizados, particularmente en la bóveda, la puerta de entrada y en la fachada occidental y meridional.

- En Entrammes, a 5 kilómetros de Maisoncelles, hay termas galoromanas.

- La abadía de Port-du-Salut, donde los monjes elaboran el famoso queso . Esta abadía es un convento de Trapista, y antiguo priorato de canónigos regulares. El convento, divisa el cauce de la Mayenne, y hacia el norte, vislumbra uno de los sitio más bellos de la región.

- 12 kilómetros al este, existe la base de ocio de “Chesnay”, aquí se pueden practicar deportes de vela, pescar, jugar al golf, acampar y numerosas actividades.

- 10 kilómetros, dirección norte, en Forcé, trepar a los árboles, pasear por un trayecto natural, serán algunas de las actividades que en familia se podrán realizar.

## Demografía
| 348 | 327 | 291 | 350 | 365 | 400 | 453 |
| Para los censos de 1962 a 1999 la población legal corresponde a la población sin duplicidades (Fuente: INSEE [Consultar]) |     |     |     |     |     |     |